# Anthomastus muscarioides
Anthomastus muscarioides is een zachte koraalsoort uit de familie Alcyoniidae. De koraalsoort komt uit het geslacht Anthomastus. Anthomastus muscarioides werd in 1910 voor het eerst wetenschappelijk beschreven door Kükenthal. 